# Hylocereus tricae
Hylocereus tricae är en kaktusväxtart som först beskrevs av David Richard Hunt, och fick sitt nu gällande namn av Ralf Bauer. Hylocereus tricae ingår i släktet Hylocereus och familjen kaktusväxter. Inga underarter finns listade i Catalogue of Life.